# Xã California, Quận Faulkner, Arkansas
Xã California (tiếng Anh: California Township) là một xã thuộc quận Faulkner, tiểu bang Arkansas, Hoa Kỳ. Năm 2010, dân số của xã này là 2.089 người.